# Карен Леґґ
Карен Леґґ (англ. Karen Legg, 3 червня 1978) — британська плавчиня.
Учасниця Олімпійських Ігор 2000 року.
Чемпіонка світу з водних видів спорту 2001 року.
Чемпіонка світу з плавання на короткій воді 2000 року, призерка 1999 року.
Призерка Чемпіонату Європи з плавання на короткій воді 1998, 2000 років.
Переможниця Ігор Співдружності 2002 року, призерка 1998 року.